# Кабош'єни

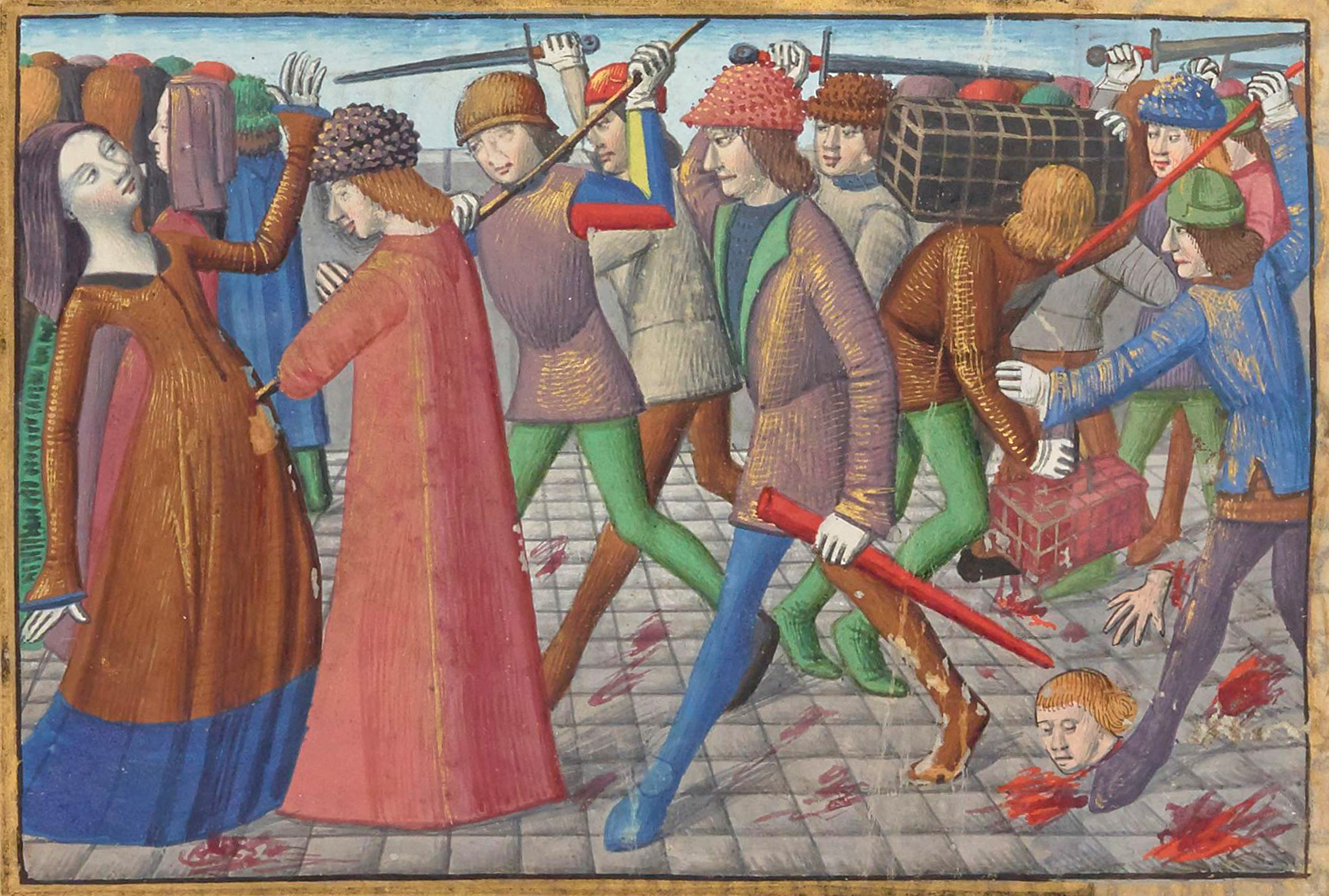
Кабош'єни на вулицях Парижа

Кабош'єни (фр. Cabochons) — назва групи демагогів у Парижі під час політичної кризи 1411—1413 рр. на чолі з м'ясником Симоном на прізвисько Кабоша (справжнє ім'я Симон Лекутельє). Основною рушійною силою групи стали представники паризьких боєнь — різники, кожум'яки тощо.
У 1413, під час боротьби придворних партій при слабкому королі Карлі VI, кабош'єни прийняли сторону герцога Бургундського Жана Безстрашного, який намагався їх використати у своїй боротьбі з арманьяками, і 27 квітня захопили владу в Парижі. Після повстання під проводом Кабоша, названий його ім'ям ордонанс (ordonnance cabochienne) був представлений дофіну (майбутньому королю Карлу VII) з вимогою цілого ряду адміністративних, судових та фінансових реформ. За цією вимогою не стояли потужні сили і ордонанс так і залишився простою програмою.
Після підходу до міста військ Орлеанської партії на чолі з графом Бернаром VII д'Арманьяк, герцог Бургундський і громадяни-містяни відступилися від кабош'єнів.
Виступ кабош'єнів було використано заможними жителями Парижа, щоб домогтися від уряду помірних адміністративно-фінансових реформ, у першу чергу — упорядкування та поліпшення державного апарату.
Влітку 1413 учасники групи зазнали жорстокої реакції.